# Абисс
Кри́стофер Джозеф Парк (англ. Christopher Joseph Park, род. 4 октября 1973, Вашингтон) — бывший американский рестлер, в настоящее время работающий в WWE в должности продюсера.
Он наиболее известен по своей работе в Total Nonstop Action Wrestling под именем Аби́сс (англ. Abyss). Он является однократным чемпионом мира NWA в тяжёлом весе. Он самый тяжелый рестлер, владевший титулом чемпиона икс-дивизиона TNA, и самый длительным телевизионным чемпионом TNA. В командном дивизионе он один раз выиграл командное чемпионство мира NWA вместе с Эй Джей Стайлзом и дважды — командное чемпионство мира TNA, один раз с Джеймсом Штормом, второй — с Крэйзи Стивом. Он также выступал в Impact Wrestling в качестве сюжетного брата (или раздвоения личности) Абисса — Джозефа Парка.
Рекордсмен Impact Wrestling по времени работы в компании — с 2002 по 2019 год. Абисс владел всеми мужскими титулами TNA и является четвёртым чемпионом Тройной короны и вторым чемпионом Большого шлема TNA. Член Зала славы Impact с 2018 года.

## Ранняя жизнь
Кристофер Джозеф Парк родился в Вашингтоне. Он учился в средней школе Святого Иосифа в Кливленде, Огайо, где играл в американский футбол. Он учился в Университете Огайо, где играл на позиции оффенсив тэкла за команду «Бобкэтс» и в итоге получил две учёные степени, последняя из которых — степень магистра в области спортивного администрирования.

## Карьера в реслинге

### Ранняя карьера (1995—2002)
Парк тренировался у Роджера Раффина из Northern Wrestling Federation (NWF). Свой дебютный матч он выиграл по дисквалификации. Первые несколько лет своей карьеры Парк работал в NWF как Оригинальный Терминатор, Крис Джастис, а затем Принц Джастис. В 2001 году Паркс работал в NWA Wildside, где выиграл командное чемпионство NWA Wildside вместе с Эй Джей Стайлзом. Он также боролся с Джерри Лоулером в Memphis Power Pro Championship Wrestling.

### IWA Puerto Rico, WWC (2002—2004)

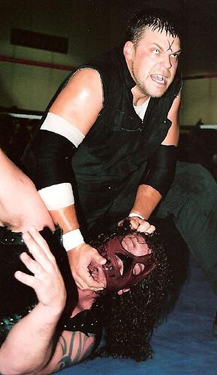
Абисс (в маске) борется против Майкла Сейна

Затем Парк был обнаружен Датчем Мантелом, который в то время занимался букингом IWA Puerto Rico. 19 июня 2002 года Мантел посетил первое в истории PPV-шоу Total Nonstop Action Wrestling (TNA) в Хантсвилле, Алабама. Парк появился на шоу под именем Джастис. Затем Мантел заказал Парку выступление в IWA. Персонаж Абисс был придуман Мантелом и впервые появился в IWA в июле 2002 года перед 13 000 фанатов, когда он напал на Гламурного парня Шейна, который должен был выступать в главном событии того вечера против Савио Веги, и вывел его из строя. Работая в компании, Парк владел титулами хардкорного чемпиона IWA, интерконтинентального чемпион IWA в тяжёлом весе и командного чемпиона мира IWA. Парк проработал в IWA под руководством Мантеля около года, пока в 2003 году не вернулся в TNA.

### Total Nonstop Action Wrestling / Impact Wrestling

#### Ранние противостояния (2002—2005)
Парк вернулся в TNA в образе «Монстра» Абисса в июне 2003 года, дебютировав в качестве злодея и напав на Эрика Уоттса, хотя вражда была недолгой. После этого Абисс был привлечен в качестве телохранителя Кида Кэша. Они продолжали быть союзниками до октября, когда Кэш предал Абисса за поражение в матче, а Абисс отвернулся и напал на Кэша. Абисс одержал победу над Кэшем, но затем проиграл матч со стальным стулом на шесте до первой крови своему бывшему партнёру. Вскоре после этого поражения вражда между ними закончилась. Вскоре после этого Абисс объединился с Доном Каллисом. Вскоре Абисс поссорился с Вороном. Эта вражда продолжалась до конца 2003 года, а в финальном матче Абисс и «Охрана в красных рубашках» (Кевин Норткатт и Легенда) встретились с Вороном и «Собранием» в матче в стальной клетке. Абисс и его команда вышли победителями, когда «Собрание» ополчилось на Ворона.
В 2004 году Абисс вступил в свою первую серьёзную вражду с Эй Джей Стайлзом. На одном из шоу Абисс был вынужден объединиться со Стайлзом в матче за командное чемпионство мира NWA против чемпионов «Охраны в красных рубашках», в котором Абисс и Стайлз выиграли титул. Позже Абисс победил Стайлза, чтобы завладеть контролем за титулом. После этого оба бойца сражались в матче с удержаниями где угодно. На следующем шоу Абисс снова победил Стайлза, на этот раз в матче с лестницами, чтобы стать главным претендентом на титул чемпиона мира NWA в тяжелом весе. Абисс уступил это право Ворону в матче, в котором также участвовали Стайлз и Рон Киллингс.
Примерно через месяц после вражды со Стайлзом у Абисса появился новый менеджер, Голди Локс. Она использовала Абисса для победы над своим бывшим бойфрендом Эриком Уоттсом в матче за его контракт. Она продолжала использовать Абисса, чтобы выигрыать контракты, а также добавила в свою группу Алекса Шелли. Позже Уоттс вернулся, чтобы отомстить, и Абисс, Шелли и Голди Локс выступили против Уоттса, Сонни Сиаки и Дизайр в матче смешанных команд из шести человек. Во время матча Абисс отвернулся от своей команды, напав на Голди Локс. Вскоре после разрыва с Голди Локс Абисс начал враждовать с Монти Брауном и Вороном. Вражда переросла в первый в истории матч «Бал монстров» на первом ежемесячном PPV-шоу TNA — Victory Road. На Victory Road Браун выиграл матч, удержав Ворона. Абисс и Браун продолжали враждовать, пока не встретились в матче «Выживание в Серенгети» на Turning Point, где Браун снова вышел победителем.
Затем Абисс появился на Final Resolution и напал на Джеффа Харди. Это нападение привело к тому, что на Against All Odds между ними состоялся матч «Полный металлический погром», победитель которого становился главным претендентом на титул чемпиона мира NWA в тяжелом весе. Абисс выиграл матч. В матче-реванше на Destination X в матче с удержаниями где угодно Харди победил. Затем Абисс поставил перед собой цель стать чемпионом мира NWA в тяжелом весе, и он сразился с Эй Джей Стайлзом за право претендовать на титул на шоу Lockdown в матче «Шесть сторон стали». Стайлз выиграл матч, а Парк получил разрыв плеча. Тем не менее, он вернулся в строй в матче «Гаунтлет за золото» на Hard Justice. Благодаря этой победе он получил право участвовать в матче «Царь горы» на Slammiversary, в котором он встретился с чемпионом мира NWA в тяжелом весе Эй Джей Стайлзом, Монти Брауном, Вороном и Шоном Уолтманом в матче за титул, который выиграл Ворон.

#### Работа с Джеймсом Митчеллом (2005—2008)
Абисс, недовольный поражением, напал на Ворона на следующем шоу Impact! и нанял старого заклятого врага Ворона, Джеймса Митчелла, своим менеджером. После нескольких недель нападений Ворон попытался отомстить Абиссу в поединке со стальным собачьим ошейником на No Surrender, где на кону стоял чемпионский титул. В итоге Ворон победил Абисса и сохранил титул. Абисс был недоволен и показал это, напав на Лэнса Хойта на следующем Impact!, что привело к матчу на Sacrifice. Абисс победил Хойта, а во время главного события напал на Сабу. С началом соперничества Абисс и Сабу встретились в матче без дисквалификации на Unbreakable, в котором Абисс победил. Они снова сразились на Bound for Glory в матче «Балл монстров II», в котором также участвовали Джефф Харди и Райно, но победил Райно. Во время матча Джефф Харди провёл Абиссу «Бомбу лебедя» через стол с высоты 6,5 метров. Абисс и Сабу продолжали сражение, что привело к ещё одному матчу без дисквалификации на Genesis, в котором Абисс снова победил Сабу. Из-за вмешательства Сабу Абисс проиграл Джеффу Харди в эпизоде Impact! от 26 ноября 2005 года. Матч «Резня колючей проволокой» на Turning Point положил конец вражде. Матч был признан матчем года TNA 2005 года. В итоге Сабу выиграл поединок, получив свою первую победу над Абиссом.
В конце 2005 года Абисс и Митчелл вошли в группировку «Планета Джарретта». На Final Resolution Абисс победил Райно. Райно взял реванш на Against All Odds, победив Райно в матче с удержаниями где угодно. Фьюд Абисса и Райно закончился на Destination X, где команда «Планета Джарретта» (Джефф Джарретт, Абисс и «Самые разыскиваемые в Америке» победили Райно, Рона Киллингса и «Команду 3Д» в командной войне. После Destination X Абисс и Митчелл сосредоточили своё внимание на Чемпионе мира NWA в тяжёлом весе Кристиане Кейдже. Абисс дрался с Кейджем на Lockdown и Sacrifice, но оба раза проиграл. Также, Абисс принял участие в очередном «Короле горы» за титул Чемпиона мира NWA в тяжёлом весе, но победу в нём одержал Джефф Джарретт.
Вскоре Абисс объединился с «Бандой Джеймсов» для вражды с «Командой 3Д». Абисс и «Банда Джеймсов» победили «Команду 3Д» на Victory Road. Абисс продолжил фьюд с Братом Рантом из «Команды 3Д» и победил его на Hard Justice. Абисс одержал ещё одну победу над Рантом на No Surrender в матче без дисквалификации, в котором также принимал участие Ворон. На Bound For Glory Абисс, Рант и Ворон участвовали в «Бале Монстров». Также в нём участвовал Самоа Джо, который и победил. В течение последующего месяца на iMPACT! проходил турнир за претендентство на титул Чемпиона мира NWA в тяжёлом весе. В финале Абисс победил Эй Джей Стайлса. На Genesis Абисс победил Стинга, впервые в своей карьере выиграв титул Чемпиона мира NWA в тяжёлом весе. Абисс успешно отстоял титул в тройной угрозе против Стинга и Кристиана Кейджа на Turning Point.

На Final Resolution Абисс отстаивал титул от Стинга и Кейджа в тройной угрозе на выбывание. Матч и титул выиграл Кейдж. 24 января на iMPACT! Стинг объявил, что знает о подробностях личности Абисса. Стинг рассказал, что Абисс сидел в тюрьме за покушение на своего отца. Это привело к матчам между Абиссом и Стингом на Against All Odds и Destination X. В обоих матчах победил Стинг. Сюжет между Абиссом, Стингом и Митчеллом продолжился. Митчелл привёл на iMPACT! женщину, в которой Абисс узнал свою мать. Выяснилось, что на самом деле это она стреляла в отца Абисса. На Lockdown «Команда Кейджа» (Кристиан Кейдж, Абисс, Скотт Штайнер, ЭйДжей Стайлс и Томко проиграла «Команде Энгла» (Курт Энгл, Стинг, Райно, Самоа Джо и Джефф Джарретт). Затем на iMPACT! Кейдж и Абисс проиграли «Командой 3Д», после чего Абисс напал на Джеймса Митчелла, становясь фейсом. Но Абисса атаковали Кейдж, Стайлс, Томко и Штайнер, избили его стулом и битой с колючей проволокой, нанеся Абиссу «сюжетную» травму.

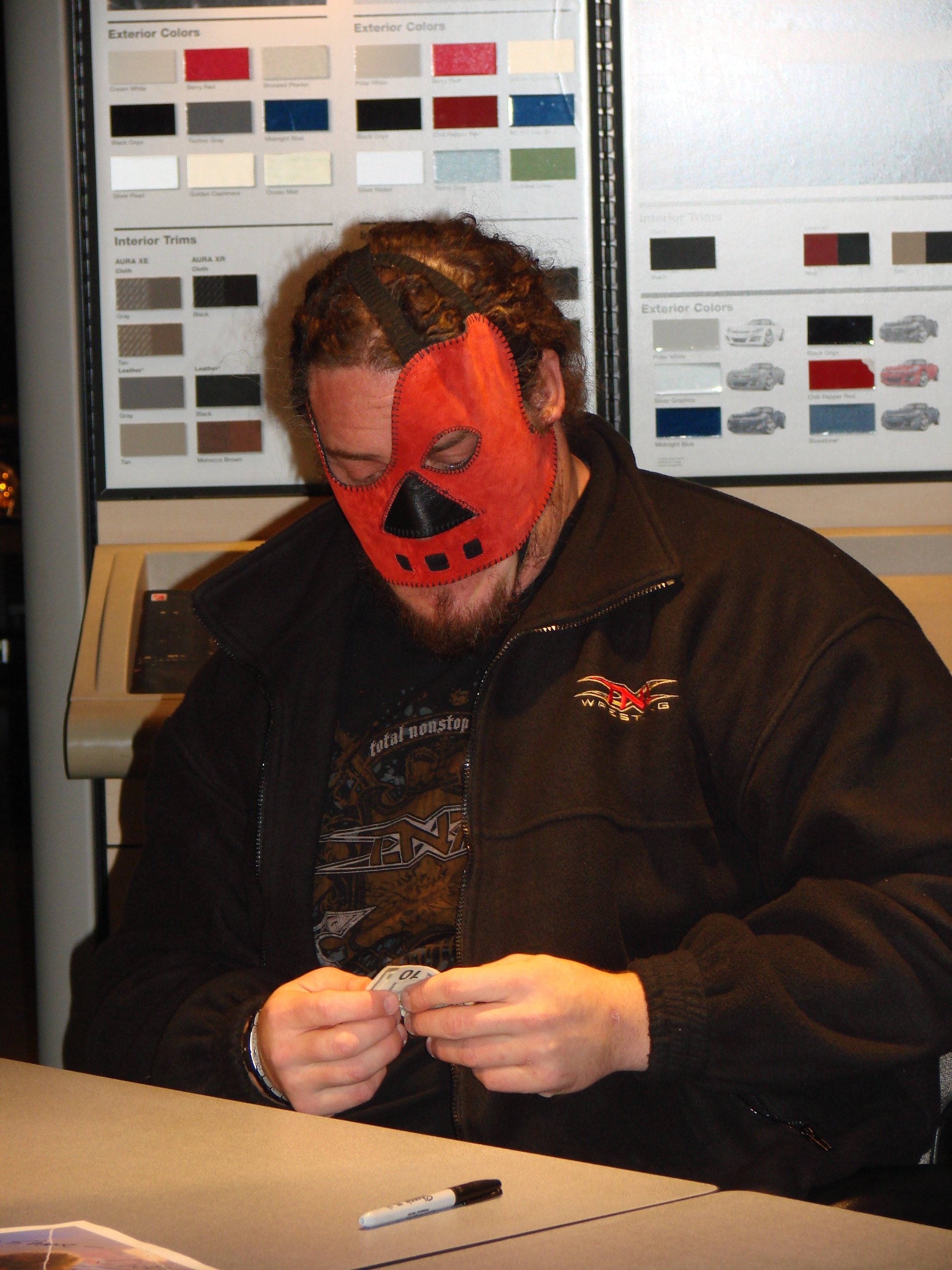
Абисс в 2007 году

На последнем шоу iMPACT! перед Slammiversary Абисс вернулся и проиграл Кристиану Кейджу по дисквалификации. На Slammiversary Абисс победил Томко в матче без дисквалификации, бросив Томко в битое стекло. После этого PPV Абисс объединился со Стингом и впервые заговорил на iMPACT!. Он сказал: «Tomko… Styles… 3 days… Click… DOOMSDAY!» На Victory Road Абисс и Стинг победили ЭйДжей Стайлса и Томко, но после матча Джеймс Митчелл объявил, что скоро в TNA придёт его сын — Джудас Месиас. 26 июля на iMPACT! Абисс дрался со Стайлсом в матче без дисквалификации. Во время матча Абисса утащили под ринг, после чего он вылез оттуда в крови. Стайлс удержал Абисса после того, как Томко бросил его в кнопки и битое стекло. Спустя неделю Абисс и Стинг победили Стайлса и Кейджа в матче лестниц после вмешательства Эндрю Мартина. На Hard Justice Абисс, Стинг и Мартин победили Кейджа, Стайлса и Томко в «Клетке крови Судного Дня». Абисс удержал Стайлса, став претендентом на титул Чемпиона мира TNA в тяжёлом весе. На No Surrender Курт Энгл победил Абисса, сохранив свой титул. На следующем iMPACT! после No Surrender Абисс снова боролся с Энглом за титул, но на него напал Джудас Месиас, что позволило Энглу сбежать из клетки и выиграть матч.

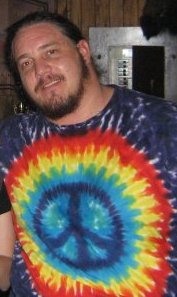
Парк в 2008 году

Джудас Месиас получил травму, и из-за этого Митчеллу пришлось объединиться с Вороном и Чёрным Режимом для фьюда с Абиссом и Райно. Абисс победил Ворона, Чёрного Режима и Райно в «Бале Монстров» на Bound For Glory. Абисс продолжил фьюд с Чёрным Режимом и Вороном, победив Режима на Genesis в матче без дисквалификации. После матча на Абисса напал Реллик. Абисс и Райно должны были драться с Чёрным Режимом и Релликом на Turning Point, но Райно получил травму. В итоге, его заменил Ворон. Абисс и Ворон победили Чёрного Режима и Реллика в матче с 10000 кнопками.
Вскоре Джеймс Митчелл объявил, что он знает какой-то «тёмный секрет» Абисса. Абисс провёл «удушающий бросок» Джеймсу Митчеллу, но после этого на Абисса напал вернувшийся Джудас Месиас. На Final Resolution Месиас победил Абисса в матче без дисквалификации. 17 января на iMPACT! Джеймс Митчелл объявил, что он является отцом Абисса. На Against All Odds Абисс победил Месиаса в «Резне колючей проволокой», заканчивая фьюд.

#### Альянс и вражда с Мэттом Морганом (2008—2009)

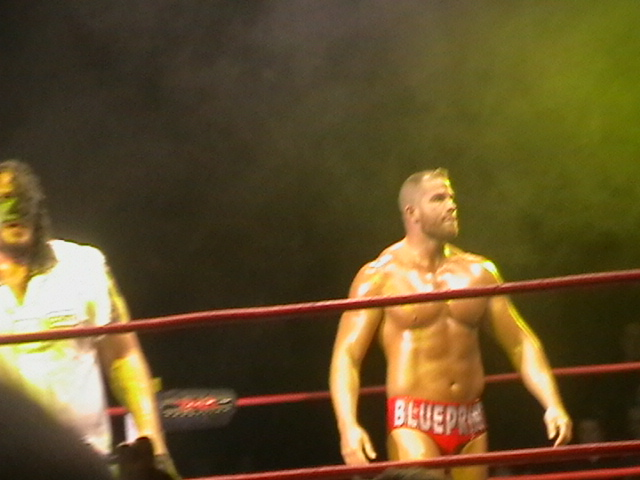
В 2008 году Абисс выступал в команде с Мэттом Морганом

14 февраля на iMPACT! Абисс бросил свою маску у ринга, покинув здание перед матчем со Скоттом Штайнером. Профиль Абисса был удалён с официального сайта TNA. Было объявлено, что Абисс находится в психиатрической больнице. Абисс вернулся в TNA на Slammiversary и напал на Скотта Штайнера, Пити Уильямса и Раку Кан, спасая от них Каза.
В течение некоторого времени Абисс спасал фейсов от атак хилов. 4 сентября на iMPACT! Абисс объявил об открытом вызове, который принял Джонни Девайн. Абисс провёл Девайну «удушающий бросок», но после этого на него напала «Команда 3Д». На помощь Абиссу выбежал Мэтт Морган. Абисс и Морган победили «Команду 3Д» на No Surrender. На Bound For Glory Абисс и Морган участвовали в «Бале Монстров» за титулы Чемпионов TNA в командном бою, но тот матч выиграли «Пивные деньги». На Genesis Абисс и Морган вновь проиграли «Пивным деньгам» в тройной угрозе (в матче также участвовали «Летальные последствия»). 23 января на iMPACT! Морган напал на своего партнёра Абисса, ударив его стулом. Абисс победил Моргана на Against All Odds, но проиграл ему на Destination X и Lockdown.

#### Сюжеты с Доктором Стиви, Миком Фоли и Халком Хоганом (2009—2010)

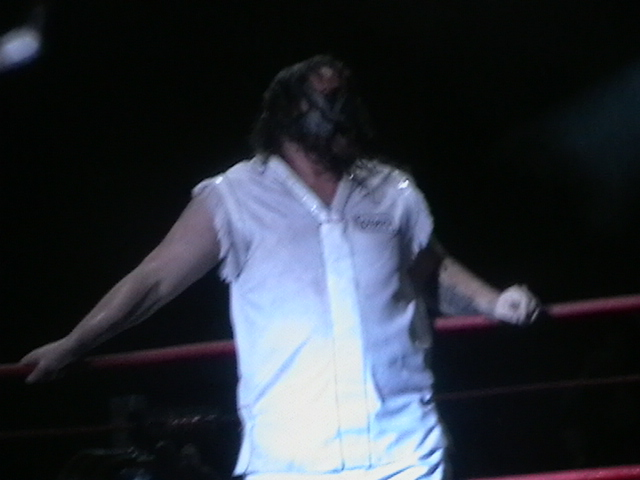
Абисс в 2009 году

В матч Абисса против Моргана на Lockdown вмешался Доктор Стиви, который запретил Абиссу использовать оружие. После этого на iMPACT! было показано много сегментов «терапии» Абисса и Стиви. Стиви заставил Абисса находиться в углу Даффни в её матче «Бал Монстров» против Тейлор Уайлд на Sacrifice. После матча Стиви потребовал, чтобы Абисс атаковал Уайлд, но Абисс напал на самого Стиви. На Slammiversary Абисс и Уайлд победили Ворона и Даффни в «Бале Монстров». Фьюд Абисса и Стиви продолжился. На Victory Road Абисс победил Доктора Стиви. 30 июля на iMPACT! Доктор Стиви объявил награду в $50000 за голову Абисса. Награду выиграл Кевин Нэш, победивший Абисса на No Surrender. Но Стиви не был удовлетворён простой победой, после чего Нэш провёл «мощную бомбу» на Стиви.
24 сентября на iMPACT! Абисс и Мик Фоли боролись против Букера Ти и Скотта Штайнера за титулы Чемпионов TNA в командном бою. Фоли бросил Абисса во время боя, а после него ударил Абисса битой с колючей проволокой. Абисс вызвал Фоли на «Бал Монстров» на Bound For Glory. Фоли принял вызов с одним условием — специальным судьёй будет Доктор Стиви. Абисс победил Фоли на Bound For Glory, во время матча проведя Стиви «удушающий бросок» и отсчитав его рукой удержание. 29 октября на iMPACT! Абисс снова победил Доктора Стиви. После матча Стиви атаковал Абисса палкой кэндо, но его спас Мик Фоли, снова становясь фейсом. 12 ноября на iMPACT! уже Стиви победил Абисса после вмешательства Ворона. Фьюд Абисса и Доктора Стиви закончился на Final Resolution, когда Абисс и Фоли победили Стиви и Ворона в матче без дисквалификации.
После прихода в TNA Халка Хогана и Эрика Бишоффа, Эрик поставил карьеру Абисса под сомнение. Бишофф назначил Абиссу матч против Фоли в четвертьфинале турнира за претендентство на титул Чемпиона мира TNA в тяжёлом весе с условием, что если Абисс не использует биту с колючей проволокой, то ему придётся снять маску на следующем iMPACT!. Абисс победил Мика Фоли на Against All Odds, однако не использовал биту во время матча. 18 февраля на iMPACT! во время матча против Джеффа Джарретта на Абисса напали Десмонд Вульф, Хомисайд, Ворон, Райно и Томко и попытались снять с него маску, но на помощь Абиссу вышел Халк Хоган. Затем в своём офисе Хоган подарил Абиссу своё кольцо Зала славы WWE и сказал, что теперь Абисс сможет быть богом реслинга. 8 марта на iMPACT! Абисс и Халк Хоган победили ЭйДжей Стайлса и Рика Флера. На Destination X Абисс попытался выиграть титул Чемпиона мира TNA в тяжёлом весе у Стайлса, но матч был прекращён. 22 марта на iMPACT! Халк Хоган объявил, что Абисс будет капитаном «Команды Хогана» на Lockdown. На Lockdown «Команда Хогана» (Абисс, Джефф Джарретт, Джефф Харди и Роб Ван Дам) победила «Команду Флера» (ЭйДжей Стайлс, Десмонд Вульф и «Пивные деньги»). 3 мая на iMPACT! ЭйДжей Стайлс победил Абисса в «Бале Монстров» после вмешательства Рика Флера и Челси (менеджера Десмонда Вульфа), после чего у Абисса завязалась вражда с Вульфом. На Sacrifice Абисс победил Вульфа, заполучив в своё расположение Челси на 30 дней (таковы были условия матча в случае победы Абисса). На Slammiversary Абисс снова победил Вульфа, на этот раз в «Бале Монстров».

#### Хил-тёрн и «Бессмертные» (2010—2012)

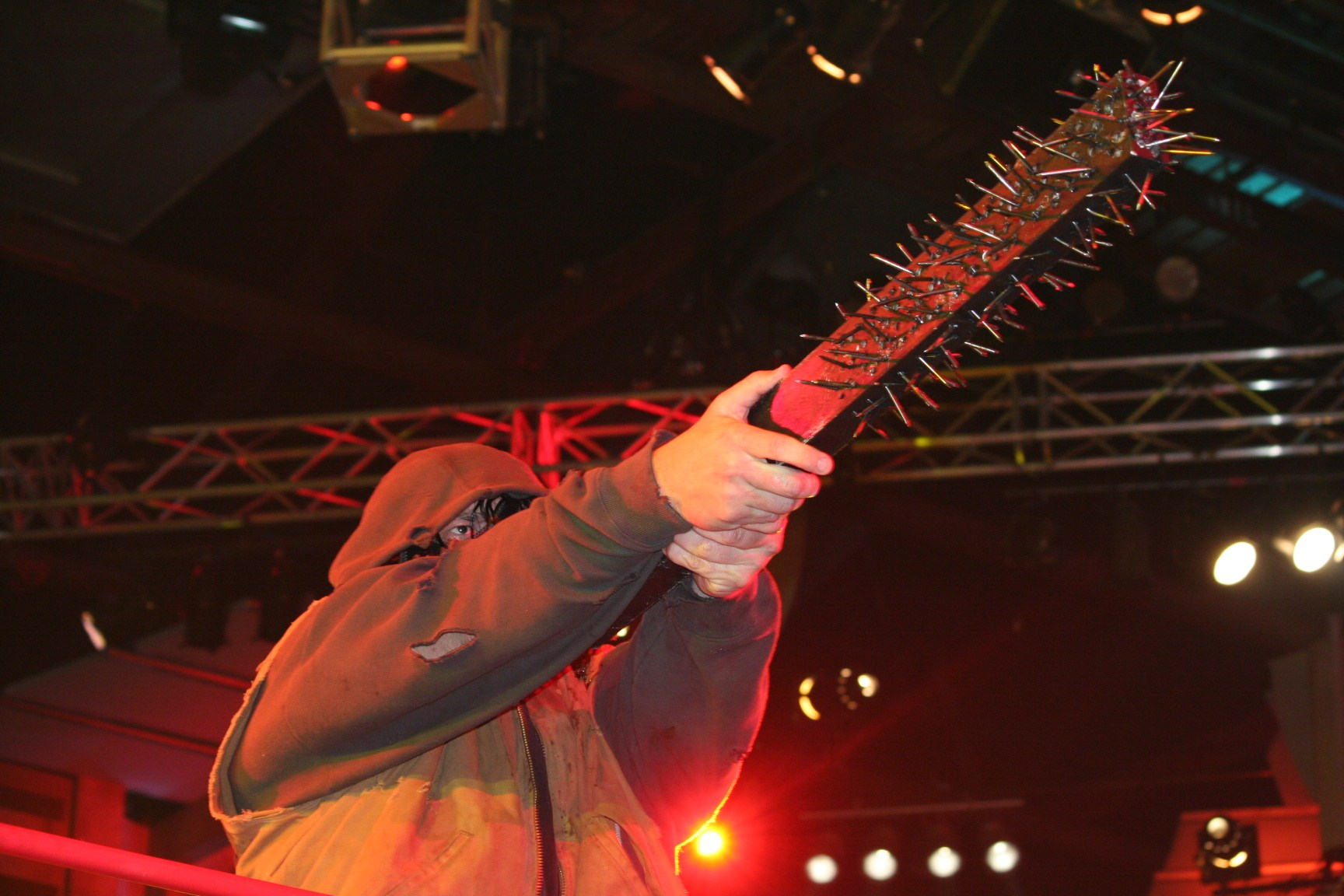
Абисс в 2010 году

17 июня на iMPACT! Абисс напал на Джеффа Харди и Мистера Андерсона, вновь становясь хилом. 24 июня Абисс объявил, что «Они» скоро придут в TNA и захватят власть. 15 июля на iMPACT! Абисс был объявлен претендентом № 1 на титул чемпиона мира TNA в тяжёлом весе. Абисс начал враждовать с Чемпионом мира TNA в тяжёлом весе Робом Ван Дамом, используя своё новое оружие — дубину с гвоздями. 12 августа на iMPACT! Роб Ван Дам победил Абисса в матче лестниц, сохранив свой титул. Но после матча Абисс и «Фортуна» напали на Роба Ван Дама и «EV 2.0». Абисс ударил Ван Дама дубиной с гвоздями, нанеся ему сюжетную травму. Роб Ван Дам вернулся в TNA 23 сентября на iMPACT! и вызвал Абисса на «Бал Монстров» на Bound For Glory. На Bound For Glory Роб Ван Дам победил Абисса, ударив его дубиной с гвоздями. Но в конце шоу Абисс присоединился к празднующим Халку Хогану, Эрику Бишоффу, Джеффу Харди и Джеффу Джарретту, которые на этом шоу стали хилами, напав на Курта Энгла и Мистера Андерсона. Все вместе они образовали группировку «Бессмертные».
Первым врагом Абисса после его вступления в ряды «Бессмертных» стал Диэнджело Динеро. Абисс победил Динеро в матче дровосеков на Turning Point и в матче с гробами на Final Resolution. На Genesis Абисс заменил травмированного ЭйДжей Стайлса в его матче против Дагласа Уильямса, выиграв титул Телевизионного Чемпиона TNA. 20 января на iMPACT! на Абисса напал Кримсон, ударив его дубиной с гвоздями и нанеся ему сюжетную травму.
17 марта из-за своего отсутствия на шоу Абисс был лишён титула телевизионного чемпиона TNA. Абисс вернулся на iMPACT! 24 марта, напав на «Фортуну». На Lockdown команда «Бессмертных» (Абисс, Бубба Рэй, Мэтт Харди и Рик Флэр) проиграла «Фортуне» (Кристофер Дэниелс, Казариан и «Пивные деньги»). 16 мая на Impact Wrestling Эрик Бишофф объявил войну Х-Дивизиону и назначил Абиссу матч против Казариана. Абисс победил Казариана, выиграв у него титул чемпиона икс-дивизиона TNA. Эта победа сделала Абисса четвёртым Чемпионом Тройной короны и вторым Чемпионом Большого шлема в истории TNA. На Slammiversary Абисс успешно отстоял свой титул от Казариана и Брайана Кендрика.

### WWE (с 2019)
В январе 2019 года Парк подписал контракт с WWE в качестве продюсера. И 14 августа 2020 года на эпизоде SmackDown Парк дебютировал на экране в WWE, появившись в роли статиста для Эй Джей Стайлза. Позже после того, как дебютировал компаньон Эй Джея Омос, Парк вернулся к работе за кулисами.

## В реслинге
- Финишеры

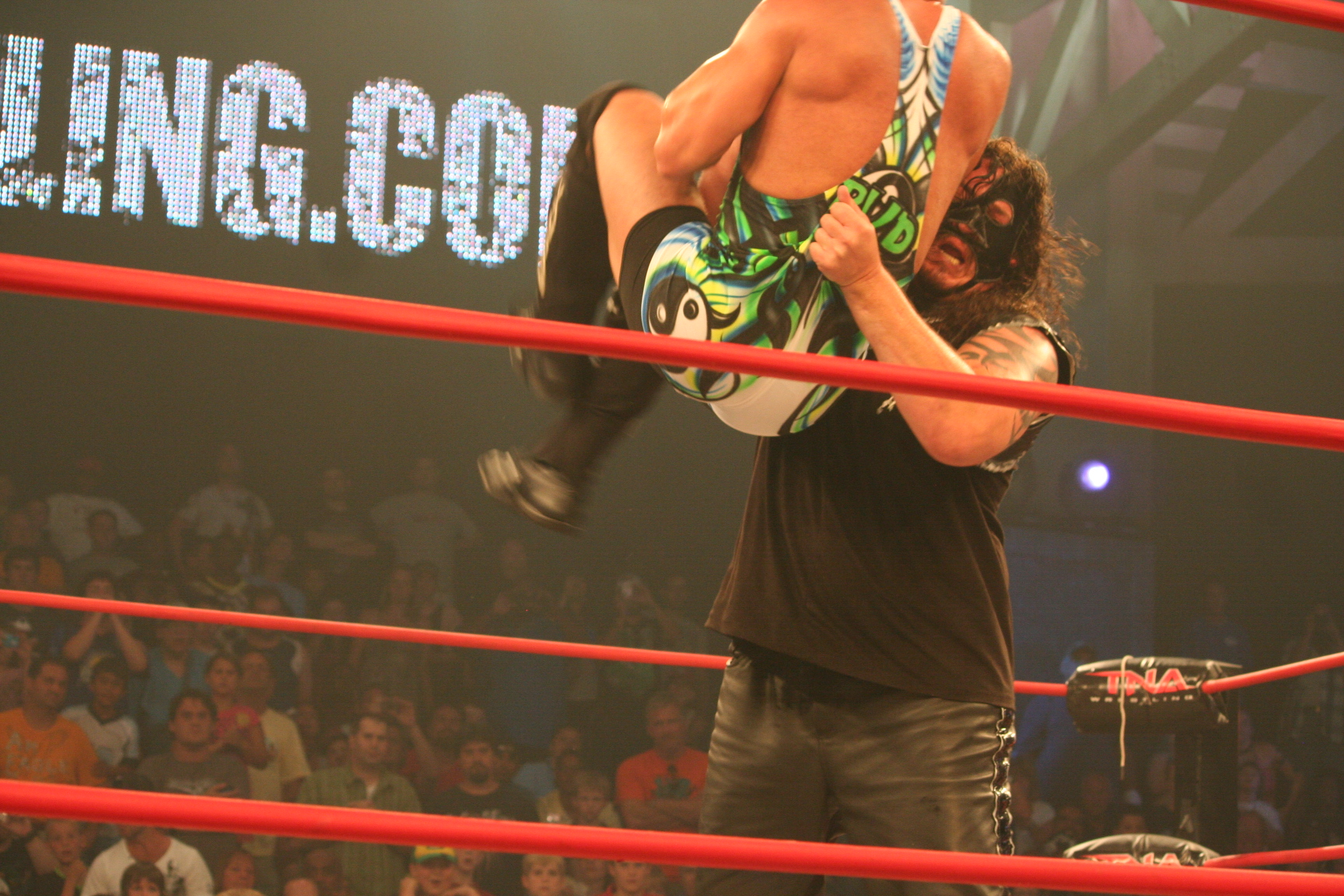
Абисс проводит «удушающий бросок» Робу Ван Даму

  - Бросок чёрный дыры (крутящийся боковой бросок на 80°, 270° или 360°)[8]
  - Шоковая терапия (сидячий спинолом из стойки)[8]
- Коронные приёмы
  - Большой ботинок
  - Удушающий бросок[8]
  - Рогаточный прыжок в угол
  - Лариат
  - Пресс гориллы[8]
  - Бросок животом к животу через голову
  - Боковой бросок
  - Гарпун[8]
  - Двуручное удушение
- Менеджеры
  - Дон Каллис[8]
  - Голди Локс[8]
  - Джеймс Митчелл[8]
- Прозвища
  - «Монстр»
  - «Монстр колец»[47]
- Музыкальные темы
  - «Down in the Catacombs» Дейла Оливера
  - «Immortal Theme» Дейла Оливера

## Титулы и достижения
- Border City Wrestling

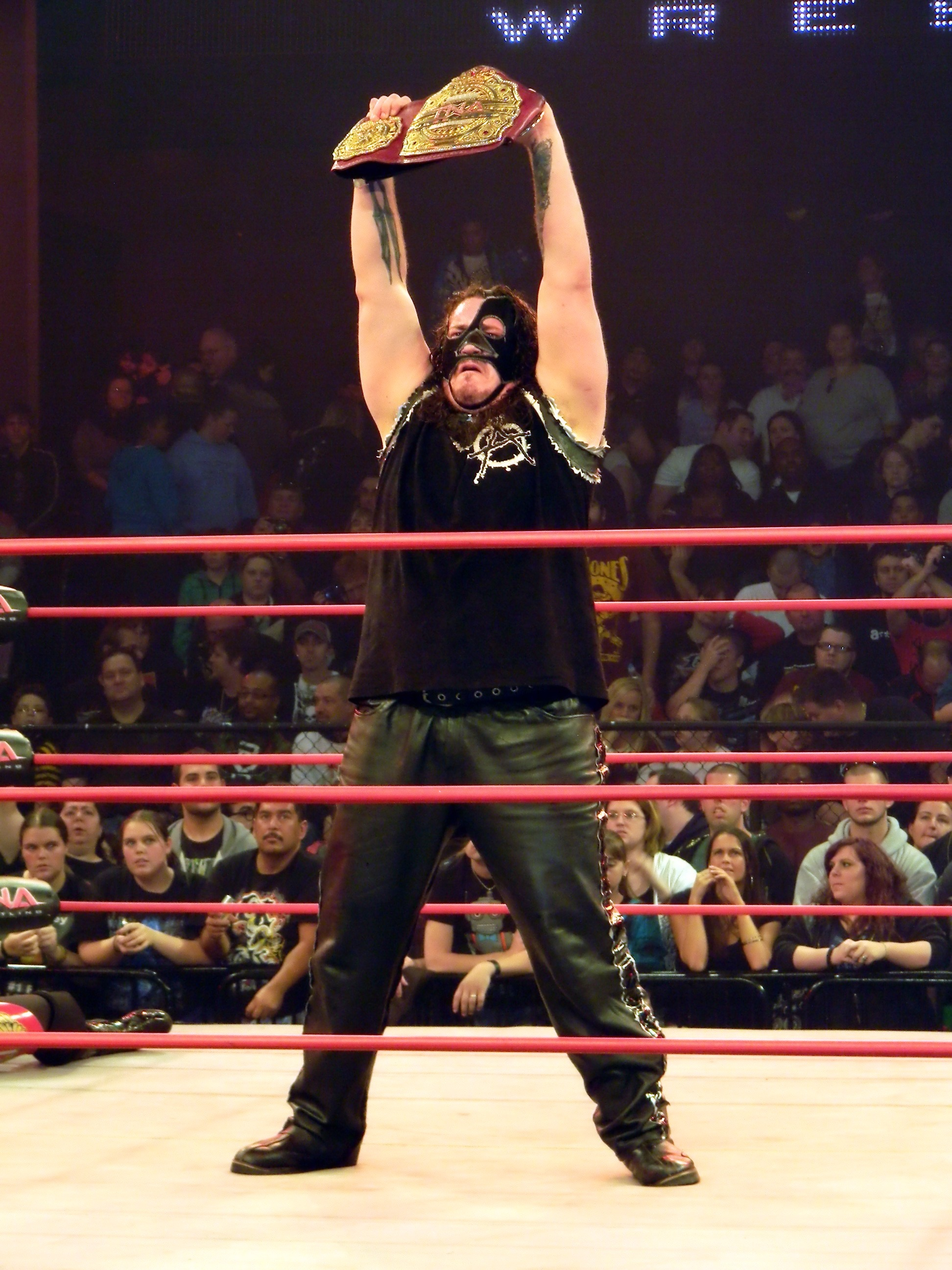
Абисс с титулом Телевизионного Чемпиона TNA

  - Канадско-Американский чемпион BCW в тяжёлом весе (1 раз)[8]
- Buckeye Pro Wrestling
  - Чемпион BPW в тяжёлом весе (1 раз)[8]
- International Wrestling Association
  - Хардкорный чемпион IWA (3 раза)[8]
  - Интерконтинентальный чемпион IWA в тяжёлом весе (1 раз)[8]
  - Чемпион IWA в командном бою (2 раза) — с Мигелем Пересом-младшим (1) и Гламурным парнем Шейном (1)[8]
- Mountain Wrestling Association
  - Чемпион MWA в тяжёлом весе[8]
- National Wrestling Alliance
  - Чемпион NWA Cyberspace в тяжёлом весе (1 раз)[8]
  - Чемпион NWA Iowa в тяжёлом весе (1 раз)[8]
  - Чемпион NWA Missouri в тяжёлом весе (1 раз)[8]
  - Чемпион NWA Wildside в тяжёлом весе (1 раз)[8]
  - Чемпион NWA в командном бою (1 раз) — с Эй Джей Стайлсом[8]
  - Чемпион мира в тяжёлом весе NWA (1 раз)[8]
- Northern Wrestling Federation
  - Чемпион NWF в тяжёлом весе (1 раз)
- One Pro Wrestling
  - Чемпион 1PW в тяжёлом весе (2 раза)[8]
- Ring of Honor
  - Турнир Троек (2006) — с Алексом Шелли и Джимми Рейвом[8]
- Total Nonstop Action Wrestling
  - Телевизионный чемпион TNA (2 раза)[39]
  - Чемпион икс-дивизиона TNA (1 раз)[43]
  - Командный чемпион TNA (1 раз) — с Джеймсом Штормом[43]
  - Второй чемпион Большого шлема[43]
  - Четвёртый чемпион Тройной короны[43]
  - Турнир Fight for the Right (2006)[8]
  - Зал славы Impact (с 2018 года)
- Universal Wrestling Alliance
  - Чемпион UWA в тяжёлом весе (1 раз)[8]
- Wrestling Observer Newsletter
  - Худший матч года (2006) — Обратная королевская битва на TNA iMPACT!